# Plebejus perclara
Plebejus perclara är en fjärilsart som beskrevs av Ramon Agenjo Cecilia 1965. Plebejus perclara ingår i släktet Plebejus och familjen juvelvingar. Inga underarter finns listade i Catalogue of Life.